# Bagre (geslacht)
Bagre is een geslacht van straalvinnige vissen uit de familie van christusvissen (Ariidae). De wetenschappelijke naam van het geslacht is voor het eerst geldig gepubliceerd in 1816 door Cloquet.

## Soorten
- Bagre bagre (Linnaeus, 1766) – Koperzuiger
- Bagre marinus Mitchill, 1815 – Zeekatvis
- Bagre panamensis (Gill, 1863)
- Bagre pinnimaculatus (Steindachner, 1877)